# Medal Stolema
Medal Stolema – przyznawany jest przez Klub Studencki Pomorania od 1967. Wśród wielu wyróżnień, odznaczeń i nagród przyznawanych w Zrzeszeniu Kaszubsko-Pomorskim cieszy się największym uznaniem. 
Medal jest przyznawany osobom lub grupie osób, instytucjom, związkom i organizacjom, które w szczególny sposób przyczyniły się do pomnożenia dorobku oraz osiągnięć kultury Kaszub i Pomorza lub do jej spopularyzowania.
Uroczystość wręczania Medali odbywa się w Ratuszu Starego Miasta Gdańska. Kandydatów do nagrody może zgłaszać każdy, a o wyborze zaś decyduje Kapituła Medalu Stolema złożona z członków Klubu.

## Laureaci medalu Stolema
- 1967 - Aleksander Arendt, Konstanty Bączkowski, Jan Leon Łuka, Augustyn Necel, Edmund Puzdrowski, Leokadia i Jan Trepczykowie
- 1968 - Jan Piepka, Bernard Sychta, Izabella Trojanowska
- 1969 - Tadeusz Bolduan, Józef Bruski, Ryszard Kukier, Frido Metsk, Róża Ostrowska, Marian Kołodziej i Tadeusz Minc
- 1970 - Gerard Labuda, Marian Mokwa, Otylia Szczukowska, Leon Roppel, Anna Ostrowska, Helena Knut i Władysława Wiśniewska
- 1971 - Andrzej Bukowski, Franciszek Fenikowski, Henryk Jabłoński, zespół „Kaszuby” z Kartuz
- 1972 - Stanisław Gierszewski, Wojciech Kiedrowski, Alojzy Nagel
- 1973 - Konrad Ciechanowski, Stefania Liszkowska-Skurowa, Ferdinand Neureiter, Julian Rydzkowski, Stanisław Wysiecki i Jerzy Piankowski, Kaszubski Zespół Pieśni i Tańca Ziemi Bytowskiej
- 1974 - Bolesław Fac, Zofia Janukowicz-Pobłocka, Anna Łajming, Wawrzyniec Samp
- 1975 - Anna Jachnina, Stanisław Pestka, Zdzisław Stieber
- 1976 - Franciszek Mamuszka, Stanisław Okoń, Aleś Trojanowski, Fabryka Porcelany Stołowej „Lubiana”
- 1977 - Aleksander Labuda, Izajasz Rzepa, Aleksander Tomaczkowski
- 1978 - Lech Bądkowski, Józef Borzyszkowski, Towarzystwo Naukowe w Toruniu
- 1979 - Hanna Popowska-Taborska, Roman Klim
- 1980 - Edmund Kamiński, Kazimierz Ostrowski, Franciszek Treder
- 1981 - nagrody nie przyznano
- 1982 - Józef Ceynowa, Władysław Kirstein, Feliks Marszałkowski, Paweł Szefka, Zespół Aktorsko-Teatralny „Szopki” z Lęborka
- 1983 - Jan Drzeżdżon, Edward Breza i Jerzy Treder, Friedhelm Hinze
- 1984 - Leonard Brzeziński, Maria Kowalewska, Romuald Łukowicz
- 1985 - Jerzy Samp, Roman Wapiński, Günter Grass
- 1986 - Władysław Odyniec
- 1987 - Marian Biskup, Krystyna Szalaśna, Zespół Folklorystyczny „Hopowianie”
- 1988 - Eugeniusz Gołąbek, ks. Antoni Pepliński, Jan Właśniewski, Kaszubski Zespół Regionalny „Koleczkowianie”
- 1989 - Elżbieta Zawacka, ks. Franciszek Grucza, Zespół „Tuchlińskie Skrzaty”
- 1990 - ks. Marian Miotk, Jerzy Knyba
- 1991 - Marek Latoszek z zespołem socjologów, Stanisław Janke
- 1992 - Zespół Pieśni i Tańca „Sierakowice”, Tadeusz Glainert, ks. Bogusław Głodowski
- 1993 - ks. dr Jan Perszon, Genowefa Pałubicka, Jerzy Stachurski, zespół „Modraki” z Parchowa i „Modraczki” z Nakli
- 1994 - Zygmunt Szultka, Witold Bobrowski, Konrad i Andrzej Kobielowie
- 1995 - ks. Kazimierz Raepke i ks. Henryk Mross
- 1996 - Wanda Kiedrowska, Józef Chełmowski, Marek Byczkowski
- 1997 - Felicja Baska-Borzyszkowska, ks. Jan Walkusz, Franciszek Kwidziński, Edward Rymar, Kaszubski Zespół Folklorystyczny „Krëbane” z Brus
- 1998 - ks. Władysław Szulist, Brunon Cirocki, Schola Cantorum Gedanensis
- 1999 - Inga Mach, Eugeniusz Pryczkowski, Anna i Janusz Żurakowscy
- 2000 - Marian Selin, Edmund Szczesiak
- 2001 - arcybiskup ks. Tadeusz Gocłowski, Janusz Kowalski
- 2002 - Jerzy Dąbrowa Januszewski, Danuta Pioch
- 2003 - zespół „Bazuny” z Żukowa, Cezary Obracht-Prondzyński (nie przyjął Medalu)
- 2004 - Jowita Kęcińska, Janusz Kutta
- 2005 - Tadeusz Linkner, Teresa Hoppe, Stanisław Geppert
- 2006 - Witosława Frankowska, Duszan Paździerski, Donald Tusk
- 2007 - Tomasz Fopke
- 2008 - Klub Studentów „Jutrzniô”
- 2009 - Ida Czaja, Roman Drzeżdżon
- 2010 - o. Adam Sikora, Zbigniew Jankowski
- 2011 - Danuta Stenka, prof. Andrzej Gąsiorowski
- 2012 - David Shulist, Kaszubskie Liceum Ogólnokształcące w Brusach
- 2013 - Jerzy Nacel
- 2014 - Wanda Kiżewska, Bożena Ugowska
- 2015 - Aleksandra Kucharska-Szefler i Jaromir Szroeder[1]
- 2016 - Kazimierz Ickiewicz
- 2017 - ks. Roman Skwiercz
- 2018 - prof. Maria Pająkowska-Kensik i Władysław Czarnowski[2]
- 2019 - Jadwiga Kirkowska[3]
- 2020 - prof. Marek Cybulski, Edmund Szymikowski[4]
- 2021 - Edmund Zieliński[5]
- 2022 - Maria Krośnicka[6]
- 2023 - Dariusz Majkowski[7]
- 2024 - dr Justyna Pomierska, prof. Daniel Kalinowski[8]